# CD Projekt
CD Projekt S.A. (ポーランド語発音: [ˌt̻͡s̪ɛˈdɛ ˈprɔjɛkt̪]、旧称CD Projekt Sp. z o.o.) は、ポーランドのワルシャワに拠点を置くビデオゲーム開発企業。1994年に、ビデオゲームの小売業者だったマーチン・イウィンスキとミヒャール・キシンスキによって設立された。CD Projektはウィッチャーシリーズと同社のダウンロード販売サービス「GOG.com」で最もよく知られている。
同社は、ヨーロッパで人気のあるビデオゲームをポーランド語に翻訳することから始まり、2つの『バルダーズ・ゲート』ゲームでInterplay Entertainmentと共同作業を開始した。CD Projektは、Interplayが財政難状態であった時に『バルダーズ・ゲート：ダークアライアンス』のPC版で作業していた。ゲームの開発は中止されたが、同社は自分たちのビデオゲームのコードを再利用することに決め、アンドレイ・サプコフスキの小説『ウィッチャー』を原作とするゲーム『The Witcher』が制作された。
The Witcherのリリース後、CD Projektは家庭用ゲーム機向けゲーム『The Witcher：White Wolf』を開発していたが、開発の難航とコストの上昇により会社は倒産の危機に陥った。CD Projektは後に『ウィッチャー2 王の暗殺者』を2011年に、『ウィッチャー3 ワイルドハント』を2015年に発売し、後者は様々なGame of the Year賞を受賞した。同社の今後のプロジェクトはTRPG『サイバーパンク2.0.2.0.』を原作とするオープンワールドRPG『サイバーパンク2077』である。
プレイヤーが古いゲームを手に入れやすくするために、CD Projektはビデオゲーム配信サービス「GOG.com」を設立した。その使命はプレイヤーにデジタル著作権管理（DRM）のないゲームを提供することであり、新しいAAA(大作級)作品と独立ゲームを提供するまでに成長した。同社はビデオゲームのDRMに反対しており、無料のダウンロードコンテンツが業界標準になることを望んでいる。CD Projektは企業の独立性を最重要戦略の一つと考えている。

## 歴史

### 創業

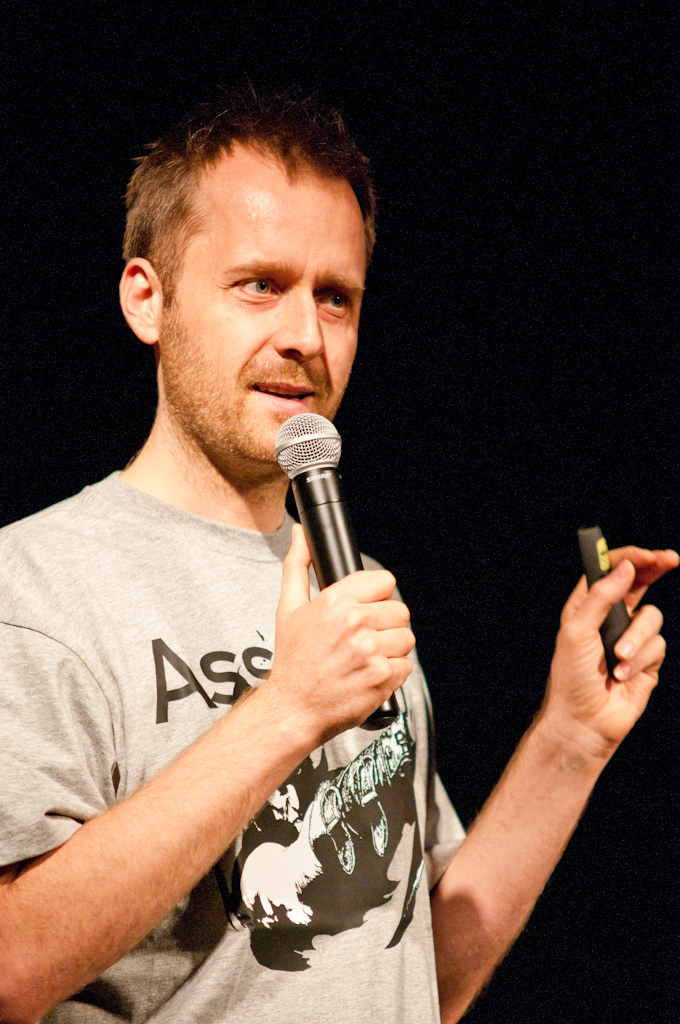
CD Projektの共同設立者のマーチン・イウィンスキ

CD Projektは1994年にマーチン・イウィンスキとミヒャール・キシンスキによって設立された。イウィンスキーによると、彼は子供の時はビデオゲームを楽しんでいたが、ポーランド（当時はソビエト連邦の影響下にあった）では不足していた。当時はポーランドに著作権法はなく、高校時代にイウィンスキはワルシャワ市場で西洋のビデオゲームの海賊版を販売した。高校では、イウィンスキは後のビジネスパートナーとなるキシンスキに会った。当時キシンスキもビデオゲームを販売していた
合法的にビジネスを行いたいと考えていたイウィンスキとキシンスキは、米国の小売業者からゲームを輸入し始め、CD-ROMゲームの最初の輸入業者となった。1990年代初めにポーランドが主に市場経済に移行した後、イウィンスキとキシンスキは1994年第2四半期にCD Projektを設立した。資金は2000ドルのみで、友人のアパートを賃料無料のオフィスとして利用した

### ローカライゼーション
CD Projektが設立されたとき、彼らの最大の課題はビデオゲームの著作権侵害を克服することだった。同社はポーランドでゲームをローカライズした最初の企業の1つだった。イウィンスキによれば、その製品のほとんどは「mom-and-pop shops」に売られた。CD Projektは、1996年に「Seven Stars」や「Leryx-LongSoft」などの開発者向けに部分ローカライズを開始し、1年後に本格的なローカライゼーションを開始した。彼らのゲームを売るために、彼らは『バルダーズ・ゲート』のポーランド語版のローカライゼーションのためにBioWareとInterplay Entertainmentに接触した。彼らはポーランドでタイトルが普及することを期待していたが、テキストを英語版からポーランド語に翻訳できる小売業者は過去にいなかった。ポーランドでのタイトルの人気を高めるため、CD Projektはゲームのパッケージにアイテムを追加し、著明なポーランドの俳優を雇ってそのキャラクターを吹き替えた。彼らの最初の試みは成功し、ゲームの発売日には1万8000本が出荷された（当時の他のゲームの平均出荷数よりも高い）。
同社は、『バルダーズゲート』の発売後もInterplayと仕事を続け続編の『バルダーズゲート：ダークアライアンス』PC移植作品で協力しており、移植版を開発するために、CD Projektはセバスチャン・ジエリンスキ（『Mortyr 2093-1944』の開発者）とアダム・バドウスキを雇用した。開発開始から6ヶ月後、Interplayは財政難に陥り、PC版の開発が中止された。CD Projektは『ダークアライアンス』のキャンセル後も引き続き他のゲームをローカライズし、2003年と2004年にはBusiness Gazelle賞を受賞した。

### ゲーム開発
ダークアライアンスの中止後、CD Projektの創業者達は配信者やゲーム開発者として継続すべきかどうか疑問に思った。ゲームはキャンセルされたがそのコードがCD Projektによって所有されていたため、同社は最初のオリジナルゲームを開発するためにそれらを使用した。彼らは、アンドレイ・サプコフスキの小説『Wiedźmin』（ポーランドで人気のある書籍）に基づいたゲームシリーズを開発しようとしており、作者は同社の開発提案を受け入れた。フランチャイズ権はポーランドのモバイルゲームスタジオに売られていたが、スタジオはフランチャイズに関連するものは何も手がけておらず、CD Projektは『Wiedźmin』フランチャイズの権利を買収した。イウィンスキによると、彼とキシンスキは当時ビデオゲームを開発する方法を知らなかった。このゲームを開発するために、同社は2002年3月6日にウッチにゲーム開発スタジオ「CD Projekt RED Sp. z o.o.」（セバスチャン・ジエリンスキ代表）を設立した。スタジオはデモゲームを制作したが、アダム・バドウスキが回想で「クソ」と呼んだこのデモは、ダークアライアンスやディアブロのようなトップダウンの視点からなるRPGであり、『Mortyr』を動かすゲームエンジンを使用した。イウィンスキとキシンスキは、多くのパブリッシャーにデモを提供したが不成功に終わった。ウッチの事務所は閉鎖され、スタッフはジエリンスキを除いてワルシャワ本社に移動した。
ジエリンスキは会社を辞め、キシンスキはプロジェクトに取り組んだ。ゲームの開発は続けられたが、デモは破棄された。CD Projektによると、開発チームはゲームの考え方が異なり、全体的な方向性が欠けていた。その結果、2003年に製図ボードの段階まで戻った。ビデオゲームの開発に精通していなかったチームは、2年近くの製作作業に費やした。2004年のE3で、ジェイド エンパイアのブース横にCD Projektのスペースを提供することでゲームのプロモーションに貢献したBioWareの支援を受けた。BioWare社もAuroraのゲームエンジンを同社にライセンス供与した。
ゲームの予算は想定を超え、元の15人の開発チームは100人に拡大し、2000万ズウォティの費用を要した。イウィンスキによると、コンテンツは予算上の理由からゲームから削除されたが、キャラクターの性格は保持されていた。しかし、ゲームのポーランド語のテキストを英語に翻訳するのが困難だった。アタリがゲームを販売することで同意した。開発から5年後 『Wiedźmin』を世界のユーザーに向けて発売した。その際に『Wiedźmin』の英語名『Witcher（ウィッチャー）』がつけられた。2007年に発売されたウィッチャーは概ね肯定的なレビューを受けた。
売り上げは満足していて、ウィッチャーの発売直後に続編の開発が始まった。チームはウィッチャー2のデザイン作業を開始し、ウィッチャー3の新しいエンジンを開発するためにゲーム機を試した。ウィッチャーのゲーム機版『The Witcher：White Wolf』に関する作業を開始した時点で開発が中止された。彼らはフランスのスタジオ「Widescreen Games」とゲーム機版の開発で協力していたが、開発地獄に陥った。Widescreen Gamesは作品を開発するためにより多くの人手、資金、時間を要求し、報酬が払われていないと主張した。イウィンスキによると、CD Projektは彼ら自身のスタッフよりも多くの報酬を支払ったとしている。チームは開発を中止しプロジェクトをキャンセルした。Atariはこの決定に不満を抱いており、CD Projektに対しゲーム機版作品の開発資金を返済することを要求し、イウィンスキはAtariがウィッチャー２の続編の北米販売企業であることに同意した。CD Projektは2008年にメトロポリス・ソフトウェアを買収した。
『White Wolf』についての論争は犠牲が大きかった。企業は倒産の危機に直面し、世界金融危機もその一要因だった。倒産を回避するため、チームはウィッチャー3エンジンを使用した「ウィッチャー2」に専念することに決めた。REDエンジンの開発が終了し、ゲームを他のゲーム機に移植することが可能になった。ウィッチャー2を開発するため、企業はメトロポリスのFPSゲーム『They』の開発を中断した。開発に三年半かけ、『ウィッチャー２ 王の暗殺』が2011年に発売された。ウィッチャー2は批評家から称賛を得て 170万本以上のセールスを記録した。
ウィッチャー2の後、CD Projektは他のゲームと同様のクオリティーでオープンワールドゲームを開発したいと考えていたが、ウィッチャー2.5という批判を避けるために新機能の追加を望んだ。彼らはゲームのグラフィックスを向上させるためにPCと第8世代のゲーム機（PS4、Xbox one等）のみにリリースしたいと考えた。これによりチーム内での議論が始まり、メンバーの一部は収益を最大化するために古いゲーム機用のゲームを発売したいと考えていた。ウィッチャー3 ワイルドハントは開発に三年半の歳月を要し、開発費は8100万ドル以上になっていた。度重なる遅延の後、2015年5月に発売された同作は批評家から称賛された。ワイルドハントは商業的に成功し、最初の6週間で600万本を販売し、2015年上半期にスタジオに2億3600万ズウォティ（6250万ドル）の利益をもたらした。開発チームは15種類のダウンロードコンテンツと2種類の拡張コンテンツ『無情なる心』『血塗られた美酒』を発売した。CD Projektは他にも二種類のウィッチャーゲームを発売した。PC、Android、iOS向けボードゲーム『The Witcher Adventure』 と、Android、iOS向けマルチプレイヤーオンラインバトルアリーナゲームの『The Witcher: Battle Arena』である。
2015年12月、CD Projekt REDはThe Game Awards 2015で「最優秀ゲーム開発企業」賞を受賞した。2016年3月には、CD Projektは同社が開発中の別のRPGがあり、2017年から2021年の間に発売される予定であると発表した。また、RED部門を2倍に拡大する計画も発表した。E3 2016で、同社はウィッチャー3内の人気カードゲーム「グウェント」に基づいた『グウェント ウィッチャーカードゲーム』を発表した。

### ゲームのダウンロード販売

GOG.comのロゴ

2008年、企業はDRMフリーのダウンロード販売サービス「Good Old Games」を導入した。このサービスは、古いゲームを保存して、プレイヤーが「古き良きゲーム」を見つけるのを助けることを目的としている。そうするために、チームは閉鎖された開発企業のライセンス問題を解明するか、パブリッシャーと交渉し配布権を得る必要があった。最新のプラットフォームへの変換に古いコードを回収するために小売版または中古ゲームを使用する必要があった。CD Projektは、小規模な開発者やアクティビジョン、エレクトロニック・アーツ、Ubisoftなどの大手パブリッシャーと提携し、サービスの掲載作品をAAA(大作)作品および独立したビデオゲームに拡大した。マネージングディレクターのギョーム・ランブールによると、それは「絶望的なプロジェクト」と疑われているにもかかわらず、導入以来拡大している。GOG.com（内部ではCD Projekt Blueとして知られている）からの収入はCD Projekt REDに生じる。

## 子会社
| 社名                     | 場所         | 設立年 | 買収年 | 注記                                   |
| ------------------------ | ------------ | ------ | ------ | -------------------------------------- |
| GOG.com                  | ワルシャワ   | 2008   | —      | コンピュータゲーム配信プラットフォーム |
| CD Projekt Red           | ワルシャワ   | 2002   | —      |                                        |
| CD Projekt Red Wrocław   | ヴロツワフ   | 2018   | —      |                                        |
| CD Projekt Red Cracow    | クラクフ     | 2013   | —      |                                        |
| CD Projekt Red Vancouver | バンクーバー | 2012   | 2021   | 旧称：Digital Scapes Studios           |
| Spokko                   | ワルシャワ   | 2018   | —      |                                        |
| The Molasses Flood       | ボストン     | 2014   | 2021   |                                        |

## プロジェクト

### ウィッチャー三部作
CD Projektは、3つのウィッチャー作品を開発したが、ウィッチャー3はゲラルト最後の物語であるとされた。
ウィッチャーシリーズの将来について2016年5月にウィッチャー3ディレクターのKonrad Tomaszkiewiczは「将来的にはウィッチャーシリーズの制作に取り組んでいきたいが、現時点では何も決まってない」と述べた。

### サイバーパンク2077
CD Projektの次のプロジェクトはテーブルトークRPG『サイバーパンク2.0.2.0.』(マイク・ポンスミス作)に基づくオープンワールドのロールプレイングゲーム『サイバーパンク2077』である。2012年5月に国際開発チームと共に紹介され、CD Projektによればウィッチャー3より「はるかに大規模」だと表現された。CD Projektの過去のゲームの開発を支援していたクラクフの別のCD Projektオフィスは、今後は独自のゲームを開発する予定である。
2017年6月、匿名の人物がCD Projektに対しゲームに関連するデータファイルを公開すると脅迫した。

## 開発ゲーム
| 年   | 作品名                                        | プラットフォーム                                                                            | 注記 |
| ---- | --------------------------------------------- | ------------------------------------------------------------------------------------------- | --- |
| 2007 | ウィッチャー                                  | Microsoft Windows, OS X                                                                     | 2008年にEnhanced Editionが発売 |
| 2011 | ウィッチャー2 王の暗殺者                      | Microsoft Windows, OS X, Linux, Xbox 360                                                    | 2012年にEnhanced Editionが発売 |
| 2014 | The Witcher Adventure Game                    | Microsoft Windows, OS X, iOS, Android                                                       | Can Explodeとの共同開発 |
| 2015 | The Witcher Battle Arena                      | iOS, Android                                                                                | Fuero Gamesとの共同開発 |
| 2015 | ウィッチャー3 ワイルドハント                  | Microsoft Windows, PlayStation 4, Xbox One, Nintendo Switch, PlayStation 5, Xbox Series X/S | |
| 2015 | ウィッチャー3 ワイルドハント - 無情なる心     | Microsoft Windows, PlayStation 4, Xbox One, Nintendo Switch, PlayStation 5, Xbox Series X/S | ウィッチャー3の拡張パック |
| 2016 | ウィッチャー3 ワイルドハント - 血塗られた美酒 | Microsoft Windows, PlayStation 4, Xbox One, Nintendo Switch, PlayStation 5, Xbox Series X/S | ウィッチャー3の拡張パック |
| 2018 | グウェント ウィッチャーカードゲーム           | Microsoft Windows, PlayStation 4, Xbox One,iOS, Android                                     | ウィッチャー3のカードゲームのスピンオフ作品                                                                                                 |
| 2018 | 奪われし玉座:ウィッチャーテイルズ             | Microsoft Windows, PlayStation 4, Xbox One, Nintendo Switch, iOS, Android                   | スタンドアロンのシングルプレイヤーゲーム。元々は『Gwent: Thronebreaker』として『グウェント ウィッチャーカードゲーム』に収録される予定だった |
| 2020 | サイバーパンク2077                            | Microsoft Windows, PlayStation 4, Stadia, Xbox One,PlayStation 5, Xbox Series X/S           | |
| 2021 | The Witcher: Monster Slayer                   | Android,iOS                                                                                 | |

## 企業哲学
彼らはいくつかの側面に焦点を当て、他の機能の価値を評価することに決めた。このアプローチは、ゲームの品質維持に役立つと望んでいた。同社はロールプレイングゲームの開発に専念し、チームはファンベースの既存のフランチャイズに取り組み、多くの人達に知名度が低いフランチャイズを紹介した。開発チームがオープンワールドゲームを開発した際、プレイヤーがゲームに没頭できるように、クエストの推奨レベルを設定している。
イウィンスキによれば開発チームはプレイヤーを最優先とし、プレイヤーからのサポートが企業を「動かす」としている (彼ら自身を「反抗者」と考えている)。開発チームはビジネス戦略以上に制作戦略を重視している。CD Projekt REDはビデオゲームやソフトウェアに著作権管理技術(DRM)を導入することに反対している。企業は『ウィッチャー２ 王の暗殺』の販売データに基づきDRMはソフトウェアの海賊行為の阻止には効果的でないとしている。CD Projekt REDはDRMを搭載した初期のウィッチャー２は450万本以上も割られたが、DRMフリーで再発売したところはるかに少ない数となった。また、ウィッチャー3ではDRMフリーで販売されている。開発チームは無料のダウンロードコンテンツが業界の標準になるべきだと考えており、業界への例として実際にワイルドハント用の15種類の無料DLCを公開した。
CD Projekt REDのトップのアダム・バドウスキによれば、独立性の保持が企業の優先事項であるという。彼らは、財務的かつ創造的な自由とプロジェクトの所有権のために、別の会社の子会社になることを避けた。エレクトロニック・アーツがCD Projektの買収を試みていると噂されたが、すぐにイウィンスキによって否定され、企業の独立性の維持のために「戦う」と述べた 。企業の基本的価値観の一つが開かれたコミュニケーションである。開発においての財政状況、マーケティング及び発売コストは自由に公開されている。
この企業はかつて大規模なチームで一つのプロジェクトに取り組み、同時に複数のプロジェクトに携わらないRockstar Gamesのモデルを採用していたが、2021年3月に戦略を変更し、2022年からは複数のAAAゲームを並行して開発することになる。